# Flarken, Luleå kommun
Flarken är en mindre by nordväst om Rutvik i Nederluleå socken i Luleå kommun. För bebyggelsen i byn tillsammans med bebyggelse i västra delen av Rutvik avgränsade SCB under perioden 1995 till 2015 en småort namnsatt till Rutvik (västra delen) och Flarken. Vid 2015 års småortsavgränsning angav SCB att orten inte uppfyller de nya krav SCB har på en småort. Flarken är belägen rakt västerut från Brännan, cirka en mil norr om centrala Luleå.

## Befolkningsutveckling
| Befolkningsutvecklingen i Rutvik (västra delen) och Flarken 1995–2010 | Befolkningsutvecklingen i Rutvik (västra delen) och Flarken 1995–2010 | Befolkningsutvecklingen i Rutvik (västra delen) och Flarken 1995–2010 | Befolkningsutvecklingen i Rutvik (västra delen) och Flarken 1995–2010 | Befolkningsutvecklingen i Rutvik (västra delen) och Flarken 1995–2010 |
| --------------------------------------------------------------------- | --------------------------------------------------------------------- | --------------------------------------------------------------------- | --------------------------------------------------------------------- | --------------------------------------------------------------------- |
|                                                                       |                                                                       |                                                                       |                                                                       |                                                                       |
| År                                                                    |                                                                       |                                                                       | Folkmängd                                                             | Areal (ha)                                                            |
| 1995                                                                  | 1995                                                                  |                                                                       | 55                                                                    | 18#                                                                   |
| 2000                                                                  | 2000                                                                  |                                                                       | 54                                                                    | 18#                                                                   |
| 2005                                                                  | 2005                                                                  |                                                                       | 63                                                                    | 18#                                                                   |
| 2010                                                                  | 2010                                                                  |                                                                       | 73                                                                    | 18#                                                                   |
| Anm.: Ej småort 2015. # Som småort.                                   |                                                                       |                                                                       |                                                                       |                                                                       |